# Fenoli
U organskoj kemiji fenoli su skupina spojeva koji se sastoje od hidroksilne skupine (-OH) vezane izravno na aromatski ugljikovodik. Najjednostavniji takav spoj je fenol (C6H5OH).
Iako slični alkoholima, imaju jedinstvena svojstva te se ne svrstavaju u alkohole (zbog toga što hidroksilna skupina nije vezana na zasićeni atom ugljika, već direktno na aromatski ugljikovodik). Jače su kiseline od alkohola jer se aromatski prsten uže veže s kisikom te je veza izmežu vodikovog i kisikovog atoma relativno slaba. Kiselost hidroksilne skupine kod fenola na ljestvici je negdje između alifatskih spojeva i karboksilnih kiselina (njihov pKa obično je između 10 i 12). Gubitak pozitivno nabijenog atoma vodika (H+) s hidroksilne skupine fenola stvara pripadajući negativni fenolatni ion ili fenoksid ion, a pripadajuće se soli nazivaju fenolati ili fenoksidi (također ariloksidi prema IUPAC Gold Book-u).
Jedna molekula fenola može imati dvije ili više hidroksilnih skupina vezanih za aromatski prsten. Fenoli mogu reagirati s alkalijskim metalima kao i alkoholi, pri čemu nastaju odgovarajući fenoksidi. Male količine fenola nalazimo u ljekovitim pripravama (kapi za oči ili nos, tekućina za ispiranje usta ili losion za herpes) jer su neki fenoli dobra baktericidna i dezinfekcijska sredstva koja koaguliraju stanične bjelančevine.
Po redoslijedu opadajućeg prioriteta pri odabiru i imenovanju glavne karakteristične skupine, alkoholi i fenoli su petnaesti po redu razredni spojevi (zatim redom tioli, selenoli i teluroli).